# Лас-Таблас (Панама)
Лас-Таблас (исп. Las Tablas) — город, расположенный на полуострове Асуэро на территории провинции Лос-Сантос (Панама); административный центр провинции Лос-Сантос и одноименного округа. 

## География
Площадь — 7,5 км². Население — 8 945 человек (2010 год).
Через город не проходит Панамериканское шоссе.